# Àrees protegides de Moçambic
Les àrees protegides de Moçambic són conegudes com a àrees de conservació, i en l'actualitat s'agrupen en parcs nacionals, reserves nacionals, reserves forestals, zones d'utilització de la vida silvestre (Coutadas), àrees d'utilització de la fauna de la comunitat i vedats de caça privats (fazendas de bravio). També hi ha una sèrie d'àrees que han estat declarades com a àrees protegides sota una varietat de diferents legislacions, que per raons de simplicitat estan agrupades juntes com a "altres àrees protegides." En virtut de la Llei de Conservació de 2014 (Llei 16/2014, de 20 de juny), hauran de ser reclassificat en una sèrie molt més flexible de les noves categories que estan més a prop del sistema internacional utilitzat per la Unió Internacional per a la Conservació de la Natura (UICN) de les àrees protegides. Les iniciatives internacionals com ara parcs transfronterers s'agrupen al final de la pàgina.

## Parcs Nacionals
- Parc Nacional de Banhine, Parque Nacional de Banhine - Gaza (7,250 km²)[1]
- Parc Nacional de Bazaruto, Parque Nacional do Arquipelago de Bazaruto - Inhambane (1,463 km²)
- Parc Nacional de Gorongosa, Parque Nacional da Gorongosa - Sofala (5,370 km²)[2]
- Parc Nacional de Limpopo, Parque Nacional do Limpopo - Gaza (11,233 km²)[3]
- Parc Nacional de Magoe, Parque Nacional do Magoe - Tete (3,558 km²)
- Parc Nacional de Quirimbas, Parque Nacional das Quirimbas - Cabo Delgado (9,130 km²)
- Parc Nacional de Zinave, Parque Nacional do Zinave - Inhambane (4,000 km²)[4]

## Reserves Nacionals
- Reserva Nacional de Chimanimani, Reserva Nacional do Chimanimani - Manica (6550 km²)[5]
- Reserva Nacional de Gilé, Reserva Nacional do Gilé - Zambézia (4,436 km²)
- Reserva d'elefants de Maputo, Reserva Especial de Maputo - Maputo (1,040 km²)[6]
- Reserva de Búfals de Marromeu, Reserva de Búfalos de Marromeu - Sofala (1,500 km²)
- Reserva Nacional del Niassa, Reserva Nacional do Niassa - Niassa (42,200 km²)[7]
- Reserva Nacional de Pomene, Reserva National de Pomene - Inhambane (50 km²)

## Altres àrees protegides
- Rseerva Marina Parcial del Llac Niassa, Reserva Marinha Parcial de Lago Niassa - Niassa (486 km²)
- Parc Ecològic de Malhazine, Parque Ecológico de Malhazine - Maputo City (5.6 km²)
- Reserva Marina Parcial de Ponta do Ouro, Reserva Marinha Parcial de Ponta do Ouro - Maputo (673 km²)
- Àrea de Protecció Ambiental de l'Arxipèlag de les Illes Primeiras i Segundas, Área de Protecção Ambiental do Arquipélago das Ilhas Primeiras e Segundas- Zambezia, Nampula (10,409 km²)
- Àrea de Protecció Total de Sao Sebastiao, Area de Proteccao Total de Sao Sebastiao - Inhambane (439 km²)

## Àrees d'utilització de la fauna per la comunitat
- Chipanje Chetu (6,065 km²)
- Mitcheu (113 km²)
- Tchuma Tchato (31,838 km²)

## Àrees d'utilització de la vida silvestre
- Coutada 4 - Manica (4,300 km²)
- Coutada 5 - Sofala (6,868 km²)
- Coutada 6 - Sofala (4,563 km²) - extingida en 2014
- Coutada 7 - Manica (5,408 km²)
- Coutada 8 - Sofala (310 km²) - extingida en 2014; esdevingué Àrea de Conservació de la Comunitat Mitcheu
- Coutada 9 - Manica (4,333 km²)
- Coutada 10 - Sofala (2,008 km²)
- Coutada 11 - Sofala (1,928 km²)
- Coutada 12 - Sofala (2,963 km²)
- Coutada 13 - Manica (5,683 km²)
- Coutada 14 - Sofala (1,353 km²)
- Coutada 15 - Sofala (2,300 km²)
- Coutada 16 - ara part del Parc Nacional del Limpopo
- Luabo (558 km²)
- Lureco (2,226 km²)
- Marupa
- Messalo (1,227 km²)
- Micaúne (240 km²)
- Mulela (964 km²)
- Nacúma (2,713 km²)
- Nicage (Cabo Delgado) (5,400 km²)
- Nipepe (1,382 km²)
- Nungo (3,288 km²)

## Reserves forestals
- Baixo Pinda (196 km²)
- Derre (1,700 km²)
- Inhamitanga (16 km²)
- Licuáti (37 km²)
- Maronga (83 km²)
- Matibane (512 km²)
- Mecuburi (2,300 km²)
- Moribane (53 km²)
- M’palue (51 km²)
- Mucheve (91 km²)
- Nhampacue (170 km²)
- Ribáuè (52 km²)
- Zomba (28 km²)

## Vedats privats de cacera
En 2014, hi havia 50 vedats privats de cacera a Moçambic.

## Llocs RAMSAR
- Complex Ramsar del Llac Niassa
- Complex Marromeu

## Àrees de conservació transfrontereres
- Àrea de Conservació Transfronterera de Chimanimani - establerta el 1999 entre els governs de Moçambic i Zimbàbue

Extensió: 2.056 km²
Composició: Moçambic (Reserva natural Chimanimani); Zimbabwe (Parc natural Chimanimani)
- Parc transfronterer del Gran Limpopo - establerta el 10 de desembre de 2004 entre els governs de Moçambic, Zimbabwe i Sud-àfrica

Extensió: 84.868 km²
Composició: Moçambic (Parcs nacionals de Limpopo, Banhine i el Zinave); Zimbabwe (Gonarezhou, Manjinji Pan Sanctuary, Àrea de safari Malipati, àrea comunitària Sengwe); Sud-àfrica (Parc Nacional Kruger, regió Makulele)
- Àrea de Conservació Transfronterera de Lubombo - establerta el juny del 2000 entr els governs de Moçambic, Swazilàndia i Sud-àfrica

Extensió: 4.170 km²
Composició: Reserva d'elefants de Maputo (Moçambic), parc d'elefants de Tembe (Sud-àfrica) i Conserva de Lubombo (Swazilàndia)